# Dysdera ancora
Dysdera ancora är en spindelart som beskrevs av Manfred Grasshoff 1959. Dysdera ancora ingår i släktet Dysdera och familjen ringögonspindlar.
Artens utbredningsområde är Italien. Inga underarter finns listade i Catalogue of Life.